# Гореловка (Грузия)
Гореловка — село в Грузии. Находится в Ниноцминдском муниципалитете края Самцхе-Джавахети.

## География
Село расположено на Джавахетском хребте, по правому берегу реки Бугдашени, на высоте 2065 метров над уровнем моря.

## История
Село было основано в 1842 году переселенцами духоборами, из села Горелое Таврической губернии. Гореловка стала центром духоборского восстания 28-29 июня 1895 года. Причиной восстания стало введение всеобщей воинской повинности в Закавказье, что было неприемлемо для большинства духоборов. в Знак протеста духоборы собрали всё имеющееся у них оружие и сожгли его под пение псалмов. Позже в деревню выслали казацкие отряды, которые подавили восстание, а около 400 семей духоборов были переселены в Кахетию. Против притеснений духоборов царскими властями в Грузии активно выступал известный писатель Лев Толстой. Он также оказывал духоборам материальную помощь. При содействии Толстого часть духоборов из Гореловки переселилась в 1908—1910 годах в западные провинции Канады. Ещё одна волна эмиграции духоборов пришлась на 1990-е годы, когда экономическое и социальное положение Грузии резко ухудшилось. Тогда село покинуло около 300 человек, значительная часть которых была организованно переселена в посёлок Мирный (Россия, Брянская область). Правительство Грузии передало оставленные эмигрировавшими духоборами дома экологическим мигрантам из Аджарии и Сванетии, чьи семьи пострадали от оползней.
По итогам переписи 2002 года в селе проживало 1069 человек, большинство из которых на тот момент было русские.

### На сегодняшний день
В селе имеется духовный центр духоборов, являющийся по совместительству музеем. В селе живут примерно 10-15 семей духоборов; на 2021 год старостой общины, ухаживающим за состоянием духоборского имущества, является Андрей. В 2021 году газ до деревни до сих пор не проведён, топят дома кизяком. Основной доход жители села получают от сельского хозяйства. Гореловка является одним из мест паломничества духоборов, особенно почитаем ими день духоборского восстания в 1895 году. И по сей день каждое воскресенье в молитвенном доме собираются духоборы на службу.